# Czerweny Spectrum
Czerweny Spectrum (Spectrum) је био кућни рачунар фирме Czerweny који је почео да се производи у Аргентини од 1986. године.
Користио је Z80 A (Zilog) као микропроцесор. RAM меморија рачунара је имала капацитет од 48 KB. 

## Детаљни подаци
Детаљнији подаци о рачунару Spectrum су дати у табели испод.
|                       |                                                                 |
| [ 1 ]                 |                                                                 |
| Произвођач            |                                                                 |
| Тип                   | кућни рачунар                                                   |
| Меморија              | 48 KB                                                           |
| Поријекло             | Аргентина                                                       |
| Година                | 1986                                                            |
| Тастатура             | QWERTY 40 тастера, гумена тастатура, Sinclair Spectrum распоред |
| Процесор              |                                                                 |
| Фреквенција процесора | 3,48                                                            |
| RAM                   | 48 KB                                                           |
| ROM                   | 16k (Sinclair BASIC + OS)                                       |
| Текст                 | 32 знакова x 24 линије                                          |
| Графика               | 256 x 192 тачака                                                |
| Боја                  | 8 са два тона свака (нормално и свијетло)                       |
| Звук                  | 1 глас / 10 октава (мали звучник)                               |
| Димензије             | непознато                                                       |
| Портови               |                                                                 |
| Оперативни систем     |                                                                 |